# FC Gold Pride
Der FC Gold Pride war ein US-amerikanisches Frauenfußball-Franchise aus Santa Clara, Kalifornien. Die Profimannschaft trat in den Spielzeiten 2009 und 2010 in der Women’s Professional Soccer an. Der Verein war Nachfolger der San Jose CyberRays, die in der Women’s United Soccer Association spielten.

## Geschichte
Der FC Gold Pride wurde am 3. September 2008 gegründet. Das Franchise war die letzte Mannschaft, die für die neue Women’s Professional Soccer Liga auserwählt wurde. Besitzer der Mannschaft sind Brian und Nancy NeSmith. Brian NeSmith ist der ehemalige CEO von Blue Coat Systems, einem IT-Unternehmen aus Sunnyvale, Kalifornien. Erster Trainer wurde der ehemalige MLS-Profi Albertin Montoya, der früher für die San Jose Clash aktiv war. Die ehemalige brasilianische Nationalspielerin Sissi wurde erste Co-Trainerin von Gold Pride.
Das erste Saisonspiel in der WPS fand am 5. April 2009 gegen die Boston Breakers statt. Gold Pride konnte 2:1 gewinnen und präsentierte sich sehr stark. Die folgenden Spiele konnte die Mannschaft nicht mehr so konsequent gewinnen und sank auf die unteren Ränge ab. Der Einzug in die Play-offs wurde verpasst und man schloss die erste Saison auf dem siebten Rang ab.
Im Januar 2010 gelang es dem  FC Gold Pride mehrere Spieler des aufgelösten Los Angeles Sol zu übernehmen, unter ihnen die Weltfußballerin der letzten 4 Jahre Marta Vieira da Silva. Mit seiner neuen Mannschaft dominierte er die Liga und verfügte zum Saisonabschluss über einen 17-Punkte Vorsprung auf die zweitplatzierte Mannschaft. Das anschließende Playoff-Finale um die Meisterschaft gewann der FC Gold Pride mit 4:0 gegen Philadelphia Independence. 
Trotz dieser erfolgreichen Saison wurde der Verein aufgrund von Finanzproblemen im November 2010 aufgelöst.

## Stadion
In der Saison 2009 spielte die Mannschaft noch im Buck Shaw Stadium. In der Saison 2010 wurden die Heimspiele im Pioneer Stadium ausgetragen. Das Stadion liegt auf dem Gelände der California State University, East Bay in Hayward, Kalifornien.